# Jarosław Zagórowski
Jarosław Zagórowski (ur. 22 września 1970 w Krynicy) – polski menedżer i urzędnik państwowy, związany głównie z sektorem górnictwa i energii. Od 2024 dyrektor Głównego Instytutu Górnictwa – Państwowego Instytutu Badawczego.

## Życiorys
Ukończył dwa kierunki na Politechnice Śląskiej w Gliwicach: mechanika, technologia maszyn i procesów produkcyjnych na Wydziale Mechanicznym Technologicznym oraz zarządzanie przedsiębiorstwem i marketing przemysłowy na Wydziale Organizacji i Zarządzania. W 2004 ukończył studia doktoranckie na Wydziale Górniczym Akademii Górniczo-Hutniczej w Krakowie.
W 1996 rozpoczął pracę w Ministerstwie Gospodarki. Był m.in. doradcą podsekretarza stanu w sprawach związanych z górnictwem, energetyką, gazownictwem, paliwami płynnymi i hutnictwem; odpowiadał też za realizacją polityki przemysłowej w hutnictwie, przemyśle koksowniczym, wydobywczym kopalin energetycznych i nieenergetycznych oraz bezpieczeństwa energetycznego państwa. W latach 2002–2003 jako wicedyrektor Departamentu Restrukturyzacji Przemysłu odpowiadał za sektor górnictwa węgla kamiennego i kopalin nieenergetycznych. Od 2003 był Radcą Ministra w Departamencie Bezpieczeństwa Energetycznego w Ministerstwie Gospodarki, Pracy i Polityki Społecznej.
W czerwcu 2003 został członkiem rady nadzorczej Jastrzębskiej Spółki Węglowej S.A., a od czerwca 2006 pełnił funkcję przewodniczącego rady. W marcu 2007 został powołany na stanowisko prezesa zarządu JSW. Opowiadał się za restrukturyzacją firmy i dostosowaniem jej funkcjonowania do wymogów rynkowych i otoczenia regulacyjnego. Tym samym pozostawał w sporze z dużą częścią związków zawodowych. W lipcu 2011 doprowadził do debiutu JSW na Giełdzie Papierów Wartościowych; wartość oferty wyniosła niemal 5,4 mld zł. Podał się do dymisji w lutym 2015 pod presją 17-dniowego strajku. Swoje odejście warunkował podpisaniem i wdrożeniem programu oszczędnościowego, którego celem było uniknięcie upadłości i uratowanie 27 tys. miejsc pracy.
W latach 2015–2022 kierował m.in. firmami Wasko SA i Huta Bankowa Sp. z o.o., był też doradcą w KPMG w Warszawie i PKiMSA Carboautomatyka w Tychach.
10 maja 2024 został powołany na stanowisko dyrektora Głównego Instytutu Górnictwa – Państwowego Instytutu Badawczego.
Współzałożyciel i wieloletni członek rady dyrektorów Central Europe Energy Partners (CEEP) – organizacji reprezentującej w Brukseli polskie i środkowoeuropejskie firmy z sektora energii i branż energochłonnych. Członek Coal Industry Advisory Board (CIAB), rady Fundacji Rozwoju Kardiochirurgii im. prof. Zbigniewa Religi oraz Polskiego Towarzystwa Ekonomicznego w Katowicach, doradca prezesa Pracodawców RP. W 2010 odznaczony m.in. tytułem „Dla tego, który zmienia polski przemysł”, a w 2012 – nagrodą Manager Award i odznaczeniami państwowymi.
Jego hobby to narciarstwo, windsurfing i żeglarstwo.